# Hayo Boerema
Hayo Boerema (Groningen, 1972) is een Nederlands organist. Sinds december 2005 is hij organist-titulair van de Grote of St. Laurenskerk te Rotterdam.
Hayo Boerema componeert tevens voor ensembles en instanties. Zo heeft het Nationaal Kinder- en Jeugdkoor meerdere werken van zijn hand vertolkt, waarvan enkele ook op cd zijn gezet.
In Nederland, Duitsland, Finland, Frankrijk en Spanje verzorgde Hayo Boerema concerten. 

## Opleiding
Hij studeerde orgel aan het Koninklijk Conservatorium te Den Haag bij Johann Th. Lemckert en kerkmuziek bij Marijke van Klaveren. Zijn aantekening Improvisatie behaalde hij er bij Jos van der Kooy. Aan het Rotterdams Conservatorium studeerde hij koordirectie bij Barend Schuurman. Hij volgde nog improvisatielessen in Parijs bij Naji Hakim en bij Ben van Oosten specialiseerde hij zich in het Frans-symfonische repertoire.

## Onderscheidingen
Hayo Boerema ontving de volgende onderscheidingen:
- 1998: finalist van het Internationaal Orgelimprovisatieconcours te Haarlem
- 1998: eerste prijs Internationaler Orgelimprovisationswettbewerb ‘Anton Heiller’ te Wenen
- 1999: ‘Johann-Pachelbel-preis’ en de publieksprijs van het internationaal Improvisatieconcours te Neurenberg
- 1999: Grand Prix van het ‘Troisième Concours Internationaux de la Ville de Paris’
- 2001: tweede prijs St. Albans International Organ Festival
- 2004: tweede prijs Internationaal Orgelconcours te Nijmegen
- 2005: eerste prijs Internationaal Orgelconcours te Kotka (Finland)
- 2009: zilveren medaille van de Société ‘Arts-Sciences-Lettres’ in Parijs vanwege verdiensten voor de Franse orgelkunst

## Discografie
- werken van Bach, Buxtehude, Guilain, Sweelinck en een improvisatie (2003), gespeeld op de orgels in de Jacobskerk te Winterswijk
- Vijfde en negende (Gothique) symfonie van Widor (2009), gespeeld op het het Marcussen-orgel van de Laurenskerk te Rotterdam
- Symfonie 3 opus 28 en Pièces de fantaisie opus 54 van Louis Vierne, (2010) gespeeld op het Marcussen-orgel van de Laurenskerk te Rotterdam